# Striatellales
Ordre
Les Striatellales sont un ordre d'algues de l'embranchement des Bacillariophyta  et de la classe des Bacillariophyceae.

## Liste des familles
Liste des familles selon AlgaeBase (5 juin 2022) :
- Florellaceae J.N.Navarro, 1996
- Striatellaceae Kützing, 1844

## Systématique
L'ordre des Striatellales a été créé en 1990 par Frank Eric Round (d).

## Publication originale
- Round, F.E., Crawford, R.M. & Mann, D.G. (1990). The diatoms biology and morphology of the genera.  pp. [i-ix], 1-747. Cambridge: Cambridge University Press.